# Showtek
A Showtek egy előadó csapat amelyet a Janssen testvérek, Wouter Janssen és Sjoerd Janssen alkotnak. Eleinte hardstyle-lal, jelenleg EDM / Bigroom House műfajjal foglalkoznak.

## Díjak
- 2009 Hard Dance Awards legjobb album
- 2009 Hard Dance Awards legjobb zene (Showtek - World is Mine)
- 2009 Hard Dance Awards legjobb európai hardstyle dj
- 2009 Hard Dance Awards legjobb európai producer
- 2008 Hard Dance Awards legjobb zene (Showtek - Hold us Back)
- 2008 Hard Dance Awards legjobb európai hardstyle dj
- 2007 Hard Dance Awards legjobb zene (Showtek - FTS)

## Albumok
- Showtek - Today Is Tomorrow (2007)
- Showtek - Dutch Master Works Presents Showtek 'We Live For The Music' (2008)
- Showtek - Analogue Players In A Digital World (2009)
- Showtek - Fuck The System Vol.1 (2010)

## Lemezek
- Showtek - Controller (2001)
- Showtek - Save The Day / Bassment (2001)
- Showtek - Seid Ihr Bereid (2003)
- Showtek - Choruz (2004)
- Showtek - Save The Day Again (2004)
- Showtek - Brain Crackin' (2005)
- Deepack vs. Showtek - Rockin' Steady (2005)
- Showtek vs. Gizmo - 3 The Hard Way / Bangin' (2006)
- Showtek - Puta Madre (2006)
- Showtek - The Colour Of The Harder Styles (2006)
- Showtek - Born 4 Thiz / Raver (2007)
- Showtek - FTS (2007)
- Showtek Featuring MC DV8 - Shout Out (2007)
- Showtek - Today Is Tomorrow - Album Sampler 001 (2007)
- Showtek - Today Is Tomorrow - Album Sampler 002 (2007)
- Showtek - We Live For The Music (2008)
- Deepack vs. Showtek - Skitzo (2008)
- Showtek - Black 2008 (2008)
- Showtek - Raver (2008)
- Showtek - Early Sounds (2007)
- Showtek - Dust 2 Dust (2007)
- Showtek - Dominate (2007)
- Showtek - Partylover (2007)
- Showtek - Apologize (2008)
- Showtek - Light power (2009)
- Showtek - Here We Fuc*ing Go (2009)
- Showtek - We Speak Music (2009)
- Showtek - Freak (2009)
- Showtek - Fast Life (2009)
- Showtek - The F-Track (2009)
- Showtek - Faces feat Zushi (2009)
- Showtek - RockChild feat Mcdv8 (2009)
- Showtek - World is Mine (2009)
- Showtek - Freak feat Mc Stretch (2009)
- Showtek - We Speak Music (2009)
- Showtek - Electronic Stereo-Phonic feat Mcdv8 (2009)
- Showtek - Here We Fucking Go (2009)
- Showtek - Generation Kick & Bass (2009)
- Showtek - Own The Night feat Mcdv8 (2009)
- Showtek - Dutchie feat Mc Stretch (2009)
- Showtek - Fast Life (2009)
- Showtek - Laa-Di-Fucking-Daa (2009)
- Showtek - My 303 (2009)
- Showtek - We live for the Music (Noisecontrollers Rmx) (2009)
- Showtek Feat. MC DV8 - Rockchild (2010)
- Showtek Feat. MC Stretch - Dutchie (2010)
- Showtek Feat Hardwell - How We Do (2012)
- Showtek Feat Justin Prime - Cannonball (2012)
- Showtek Feat Sonny Wilson - Booyah (2013)
- Showtek - We Like To Party (2013) = Wasting Our Lives (2014)
- David Guetta & Showtek Feat Vassy - Bad (2014)
- Showtek Feat Mc Ambrus - 90's by Nature (2015)
- Showtek Feat Vassy - Satisfield (2015)

## Remixek
- Walt vs. Zero-Gi - Exciter / Contact - Exciter (Showtek Remix) (2001)
- DJ Duro - Again (Remixes) - Again (Showtek Remix) (2002)
- Desperation - Our Reservation (Showtek Remix) (2002)
- Desperation - Our Reservation (Part Two)(Showtek Remix) (2002)
- Methods Of Mayhem - F.Y.U.(Showtek Remix) (2003)
- DJ Duro - Just Begun (Showtek Remix) (2003)
- Walt - Wanna Fuck (Showtek Remix) (2003)
- Headliner - B.O.D.Y.P.U.M.P. (Showtek Remix) (2004)
- Trance Generators - Darkness Will Rule (Showtek Remix) (2004)
- Philippe Rochard Meets Nu-Pulse - The Survivors Of Hardstyle (Remixes) (Showtek Remix) (2004)
- DJ Jorn - This Is Your Brain (Showtek Remix) (2004)
- Charly Lownoise & Mental Theo - Wonderful Days 2.08 (Showtek Remix) (2007)
- Brennan Heart - Revival x (Showtek Remix)(2008)
- Zushi - La La Song (Showtek Remix) (2008)
- Donkey Rollers - No One Can Stop Us (Showtek Kwartjes Remix)
- Abyss & Judge - Hardstyle Revolution (Showtek Remix) (2009)
- Mr.Puta - Green Stuff (Showtek Remix)
- System F - Out Of The Blue 2010 (Showtek Remix)
- Showtek ft. Moby - Natural Blues